# Вјани (Кунео)
Вјани је насеље у Италији у округу Кунео, региону Пијемонт.
Према процени из 2011. у насељу је живело 497 становника. Насеље се налази на надморској висини од 491 м.